# Ramlibacter monticola
Ramlibacter monticola es una bacteria gramnegativa del género Ramlibacter. Fue descrita en el año 2017. Su etimología hace referencia a montaña. Es aerobia e inmóvil. Contiene gránulos de polihidroxialcanoatos. Forma colonias de color marrón claro, circulares, lisas, convexas y opacas en agar R2A tras 5 días de incubación. No crece en agar TSA, BHI ni LB. Temperatura de crecimiento entre 15-37 °C, óptima de 20-32 °C. Catalasa positiva y oxidasa negativa. Se ha aislado de muestras de suelo forestal en Corea del Sur. 